# Едді Макголдрік
Едді Макголдрік (англ. Eddie McGoldrick, нар. 30 квітня 1965, Лондон) — ірландський футболіст, що грав на позиції захисника. По завершенні ігрової кар'єри — тренер.
Виступав, зокрема, за «Арсенал», з яким став володарем Кубка володарів кубків УЄФА сезону 1993/94 років, та «Манчестер Сіті», а також національну збірну Ірландії, у складі якої був учасником чемпіонату світу 1994 року.

## Клубна кар'єра
У дорослому футболі дебютував 1981 року виступами за команду «Кеттерінг Таун», в якій провів чотири сезони, взявши участь у 110 матчах чемпіонату. Згодом з 1985 по 1988 рік грав у складі інших нижчолігових команд «Нанітон Боро» та «Нортгемптон Таун».
Своєю грою за останню команду привернув увагу представників тренерського штабу клубу «Крістал Пелес», до складу якого приєднався 1988 року. У першому ж сезоні Макголдрік допоміг команді вийти до вищого англійського дивізіону, наступного вийшов до фіналу Кубка Англії 1990 року, а 1991 року виграв з командою Кубок повноправних членів. Всього відіграв за лондонський клуб п'ять сезонів своєї ігрової кар'єри. Більшість часу, проведеного у складі «Крістал Пелес», був основним гравцем команди, провівши 147 матчів у чемпіонаті і забив 11 голів.
Влітку 1993 року уклав контракт зі столичним «Арсеналом». Дебютував за новий клуб у матчі Суперкубка Англії проти «Манчестер Юнайтед» 7 серпня. Загалом він зіграв 38 ігор у сезоні 1993/94, включаючи вихід на заміну у переможному фіналі Кубка володарів кубків проти «Парми». Після цього Макголдрік втратив місце в основі. Загалом він зіграв за «Арсенал» 57 матчів і забив один гол.
Восени 1996 року Макголдрік залишив «Арсенал» і перейшов у «Манчестер Сіті», спочатку на правах оренди, а 18 жовтня 1996 року за 300 000 фунтів стерлінгів манчестерський клуб викупив контракт гравця. Захисник провів у «Сіті» два сезони, але більшу частину другого сезону провів на правах оренди за «Стокпорт Каунті».

## Виступи за збірні
21 березня 1992 року дебютував в офіційних матчах у складі національної збірної Ірландії в товариському матчі проти Швейцарії (2:1).
У складі збірної був учасником чемпіонату світу 1994 року у США, але на поле не виходив.
Загалом протягом кар'єри в національній команді, яка тривала 4 роки, провів у її формі 15 матчів.

## Кар'єра тренера
Розпочав тренерську кар'єру невдовзі по завершенні кар'єри гравця, 2000 року, очоливши тренерський штаб клубу «Корбі Таун», а згодом тренував аматорський клуб «Бешлі».
У 2008 році він був затверджений на посаді менеджера юнацької команди  «Нортгемптон Таун» до 14 років, а наступного року він став менеджером молодіжної команди клубу.
Згодом працював з молодіжними командами «Крістал Пелес», де працював з 2013 по 2014 рік.

## Титули і досягнення
- Володар Кубка повноправних членів (1):

«Крістал Пелес»: 1986/87
- Володар Кубка Кубків УЄФА (1):

«Арсенал»: 1993/94

### Індивідуальні
- Гравець року у «Крістал Пелес»: 1991/92